# Interparliamentary EU Information Exchange
IPEX (InterParliamentary EU information eXchange) constituie principala platformă de schimb de informații atât între parlamentele naționale, cât și între acestea și Parlamentul European. Aceste informații privesc problematica europeană, în special în lumina prevederilor (dispozițiilor) din Tratatul de la Lisabona . Rolul parlamentelor naționale este stabilit prin Protocolul privind rolul parlamentelor naționale în Uniunea Europeană și Protocolul privind aplicarea principiilor subsidiarității și proporționalității.

## Istoric și rol
IPEX a fost creat în urma unei recomandări a Conferinței Președinților Parlamentelor Uniunii Europene  ce s-a desfășurat la Roma în anul 2000. În conformitate cu Liniile directoare pentru cooperarea inter-parlamentară, convenite la Haga în 2004, lansarea oficială a site-ului a avut loc în iunie 2006 cu prilejul Conferinței Președinților Parlamentelor UE de la Copenhaga.
IPEX este unul din principalii piloni ai comunicării interparlamentare cu privire la afacerile europene și are drept obiectiv sprijinirea Conferinței Președinților, a Conferinței organismelor specializate în afaceri comunitare din Parlamentele naționale din UE (COSAC), a reuniunilor comisiilor de specialitate din Parlamentele naționale și Parlamentul European, a reuniunilor interparlamentare și a reprezentanțelor Parlamentelor naționale la Bruxelles.
IPEX vizează o cooperare strânsă între Parlamentele naționale ale statelor membre UE, precum și coordonarea demersurilor acestora în ce privește afacerile europene.  Tinde, de asemenea, să facă această cooperare inter-parlamentară accesibilă cetățenilor europeni. Din acest punct de vedere, IPEX oferă o navigare în mai multe limbi și publică textele fundamentale și avizele parlamentelor naționale în engleză, în franceză și în alte limbi UE.
IPEX poate, de asemenea, primi contribuții de la toate parlamentele naționale ale statelor membre UE, ale țărilor candidate și de la Parlamentul European. Pentru a promova cooperarea inter-parlamentară, IPEX este de asemenea deschis cooperării cu COSAC și Centrul European pentru Cercetare și Documentare Parlamentară ECPRD.
În conformitate cu liniile directoare IPEX, acesta este condus de un Consiliu. În fiecare an, acest Consiliu este desemnat de Secretarii generali ai Parlamentelor naționale și Parlamentului European, în numele Președinților acestora.
IPEX este gestionat de un Support Central, de ofițerul de contact permanent și de o rețea de corespondenți IPEX naționali.

## Funcții
IPEX oferă posibilitatea utilizării următoarelor funcții:
- O privire de ansamblu asupra stadiului dezbaterilor din parlamentele naționale și din Parlamentul European relative la propunerile legislative emise de instituțiile europene, în principal de Comisia Europeană
- Schimbul de informații dintre parlamentele naționale pi Parlamentul European referitor la propunerile legislative, acordând o atenție specială principiilor subsidiarității și proporționalității
- Schimbul de informații cu privire la documentele de consultare emise de Comisia Europeană în cadrul „dialogului politic informal” (așa-numita „inițiativă Barroso”)
- Un calendar al cooperării parlamentare
- Link-uri către parlamentele naționale și Parlamentul European, precum și către alte site-uri  de cooperare inter-parlamentară din cadrul UE oferind, între altele, informații despre proceduri instituționale privind problematica europeană
- O bază de date, forumuri și o secțiune dedicată știrilor constituie de asemenea instrumente ce facilitează schimbul de informații

IPEX găzduiește de asemenea site-ul Conferinței Președinților Parlamentelor UE.